# Gudrun Schyman
Gerd Gudrun Maria Schyman (født 9. juni 1948 i Täby, Stockholms län) er en svensk politiker, der var medlem af Riksdagen 1988-2006, valgt for Vänsterpartiet, som hun var partiformand for 1993-2003. Hun forlod partiet i december 2004 og blev i april 2005 præsenteret som styrelsesmedlem for Feministiskt initiativ, som hun siden september samme år har været talsperson for. 
Schyman blev uddannet socionom fra Socialhögskolan i Stockholm i 1972 og arbejdede 1971-1976 og 1982-1988 som socialarbejder. Hun begyndte sin politiske karriere i Marxist-Leninistiska Kampförbundet. I 1977 blev hun medlem af Vänsterpartiet Kommunisterna – VPK (der i 1990 smed 'efternavnet'). Hun blev i 1980 kommunalbestyrelsesmedlem for partiet i Simrishamn og var 1982-1987 socialudvalgsmedlem. Hun flyttede i 1987 med familien til Värmdö udenfor Stockholm. Som led i den kritik, der forinden havde været af partiformand Lars Werner stillede Schyman ved kongressen i 1990 op mod ham, men tabte. Det lykkedes hende imidlertid at vinde posten i 1993. Som den første af partiets ledere tog hun afstand fra kommunismen, og valget af hende blev derfor opfattet som en sejr for partiets fornyer-fløj.

## Selvudleverende feminist
Under sin tid som partiformand fik feminisme en mere markant plads i partiprogrammet. Hun var kendetegnet ved en særegen personlig og selvudleverende ledelsesstil. I sin selvbiografi Människa, kvinna, mamma, älskarinna, partiledare fra 1998 fortalte hun således åbent om sin barske barndom, sine mænd og sit alkoholproblem. Hun stod frem og fortalte at hun var alkoholiker i et tv-interview og lod sig derefter indlægge på et behandlingshjem. Efter et tilbagefald i 1997 tog hun fri fra politikken. Selv om hun fik endnu et tilbagefald, blev hun i 1998 genvalgt som partiformand. Kritikere mente dog, at hun var for åbenmundet og brugte for lidt energi på det organisatoriske arbejde. Vælgerne synes imidlertid snarere at sætte pris på hendes frembrusende attitude og ærlighed. Schyman førte i 1998 partiet fem til sit stærkeste valgresultat nogensinde – 11,99 procent. Det var en fordobling, og partiet var nu landets tredjestørste. Når det gik så godt skyldtes det ikke mindst Schymans evne til at tiltrække nye vælgergrupper kombineret med den udogmatiske socialistiske linje. Samtidig ændrede partiets forhold til Socialdemokraterna; fra at være et mere passivt støtteparti blev det fra 1998 mere aktivt og indgik samarbejdsaftaler om bl.a. økonomisk politik med regeringen. 
Hun blev tvunget til at træde tilbage som partiformand i januar 2003, da hun blev beskyldt for skattesvig. Hun erkendte sig skyldig og blev af Ekobrottsmyndigheten idømt 50 dagbøder. I december 2004 forlod hun Vänsterpartiet for at arbejde med feministisk politik uden at tilhøre et parti og fortsatte derfor som løsgænger i Riksdagen. Gudrun Schyman har efterfølgende pointeret at hun forlod Vänsterpartiet, fordi partiets politik ikke kunne fremme feminismen. Hun var i april 2005 med til at etablere bevægelsen Feministiskt Initiativ, som på sit første årsmøde i september samme år blev omdannet til et politisk parti, så det kunne stille op til valgene i 2006. Det lykkedes imidlertid ikke at komme over spærregrænsen til Riksdagen, hvorfor hun udtrådte. Schyman har siden sommeren 2005 været en af partiets tre talspersoner. En egentlig partileder har partiet ikke. Ved Europaparlamentsvalget 2009 var Schyman opstillet, men blev med 2,22 procent af stemmerne ikke valgt ind. 